# آنالی لونگو
آنالی لونگو (انگلیسی: Annalie Longo؛ زادهٔ ۱ ژوئیهٔ ۱۹۹۱) بازیکن فوتبال اهل نیوزیلند است.
از باشگاه‌هایی که در آن بازی کرده‌است می‌توان به باشگاه فوتبال سیدنی اشاره کرد.
وی همچنین در تیم‌های ملی فوتبال New Zealand women's national under-17 football team, New Zealand women's national under-20 football team، و زنان نیوزیلند بازی کرده‌است.